# Hélène Fourment con il figlio Frans
Hélène Fourment con il figlio Frans è un olio su tavola (146x102 dipinto nel 1635 circa da Peter Paul Rubens, ora conservato nella Alte Pinakothek di Monaco.
Il quadro raffigurata Hélène Fourment, seconda moglie del pittore, insieme al loro secondogenito Frans nato il 12 luglio 1633.
Qui attraverso a una calda stesura del colore e ad una delicata luce viene evidenziata la dolcezza del bambino e la freschezza della donna.